# Sorex camtschatica
Sorex camtschatica är en däggdjursart som beskrevs av Yudin 1972. Sorex camtschatica ingår i släktet Sorex och familjen näbbmöss. IUCN kategoriserar arten globalt som livskraftig. Inga underarter finns listade.
Denna näbbmus förekommer på Kamtjatka och i angränsande delar av Ryssland. Arten vistas främst i buskskogar längs vattendrag. Honor har mellan april och september upp till tre kullar och föder upp till 11 ungar per kull. Unga honor som föds under våren kan ha en egen kull under hösten.